# Arthur Cecil Pigou
Arthur Cecil Pigou (Ryde, 18 novembre 1877 – Cambridge, 7 marzo 1959) è stato un economista inglese, conosciuto per il suo impegno nell'economia del benessere, di cui è considerato uno dei maggiori esponenti.

## Biografia
Studente alla celebre Harrow School di Londra, si iscrisse successivamente al King's College di Cambridge, dove fu allievo di Alfred Marshall. Lo stesso Pigou, qualche tempo dopo, sostituì proprio Marshall alla cattedra di economia politica. Collaboratore economico del Regno Unito, fu uno dei primi sostenitori delle "income tax" (imposte sul reddito delle persone fisiche). Negli anni '20 contribuì a stimolare ed affrontare il perpetuo dibattito sulle opere pubbliche e sui programmi per lo sviluppo dei servizi sociali a vantaggio della piena occupazione.
Pigou fu pioniere dell'economia del benessere: le "imposte pigouviane" (dette anche pigoviane), tasse utilizzate per correggere le esternalità negative, furono denominate così in suo onore. Fu professore di economia politica all'Università di Cambridge dal 1908 al 1943. Nel 1920 diede alla luce la sua opera più famosa ed influente: The Economics of Welfare, ovvero l'economia del benessere. Nel 1955 ricevette dall'Accademia dei Lincei il Premio Feltrinelli Internazionale per le Scienze economiche e sociali.
Pigou fu un grande amico di John Maynard Keynes, che supportò finanziariamente quando quest'ultimo lavorava alla teoria della probabilità. Sebbene le loro idee in campo economico fossero differenti, la loro amicizia non fu mai messa in discussione, data la stima reciproca di cui godevano. Amante della montagna e dell'alpinismo, iniziò ad esso molti amici, tra cui Wilfrid Noyce, scrittore e scalatore che avrebbe fatto parte nel 1953 della celebre spedizione inglese che per prima giunse sulla vetta del Monte Everest (8.848 metri).

## Opere principali
- Browning as a Religious Teacher, 1901.
- The Riddle of the Tariff, 1903.
- "Monopoly and Consumers' Surplus", 1904, EJ.
- Principles and Methods of Industrial Peace, 1905.
- Import Duties, 1906.
- "Review of the Fifth Edition of Marshall's Principles of Economics", 1907, EJ.
- "Producers' and Consumers' Surplus", 1910, EJ.
- Wealth and Welfare, 1912.
- Unemployment, 1914.
- Some Aspects of the Housing Problem, Warburton Lecture, 1914.
- "The Value of Money." 1917, Quarterly Journal of Economics, 32( 1), pp. 38-65.
- The Economics of Welfare, quarta ed. 1932.ISBN 0-7658-0739-4
- "Empty Economic Boxes: A reply", 1922, EJ.
- The Political Economy of War, 1922.
- "Exchange Value of Legal Tender Money", 1922, in: Essays in Applied Economics.
- Essays in Applied Economics, 1923.
- Industrial Fluctuations, 1927.
- "The Law of Diminishing and Increasing Cost", 1927, EJ.
- A Study in Public Finance, 1928.
- "An Analysis of Supply", 1928, EJ.
- The Theory of Unemployment, 1933.
- The Economics of Stationary States, 1935.
- "Mr. J.M. Keynes' General Theory of Employment ...," 1936, Economica, N.S. 3(10), pp. 115-132.
- "Real and Money Wage Rates in Relation to Unemployment", 1937, EJ.
- "Money Wages in Relation to Unemployment", 1938, EJ.
- Employment and Equilibrium, 1941.
- "The Classical Stationary State", 1943, EJ.
- Lapses from Full Employment, 1944.
- "Economic Progress in a Stable Environment", 1947, Economica.
- The Veil of Money, 1949, anteprima Archiviato il 22 agosto 2011 in Internet Archive.
- Keynes's General Theory: A retrospective view, 1951.
- Essays in Economics, 1952.